# Холандија на Европском првенству у атлетици на отвореном 1934.
Холандија је учествовала на 1. Европском првенству у атлетици на отвореном одржаном од 7. до 8. септембра 1934. на стадиону Бенито Мусолини у Торину у Италији. Била је једна од 23 земље учеснице. На овом првенству такмичило се само у муšкој конкуренцији.
Холандију је представљало 8 атлетичара, који су се такмичили у дисциплина. У укупном пласману Холандија је са 5 освојених медаља (3 златне и 2 бронзане) заузела 3 место од 15 земаља које су освајале медаље.
У табели успешности (према броју и пласману такмичара који су учествовали у финалним такмичењима (првих 8 такмичара)) Холандија је са 7 учешћа у финалу заузела седмо место са 45 бодова, од 18 земаља које су имале представнике у финалу. На првенству су учествовале 23 земље чланица ЕАА.
| Пл. | Земља     | 1.     | 2.    | 3.     | 4.    | 5.    | 6.    | 7.    | 8.    | Бр. фин. Бод. |
| --- | --------- | ------ | ----- | ------ | ----- | ----- | ----- | ----- | ----- | ------------- |
| 7.  | Холандија | 3 - 24 | 0 - 0 | 2 - 12 | 1 - 5 | 1 - 4 | 0 - 0 | 0 - 0 | 0 - 0 | 7 - 45        |

На такмичењу Холанђани су оборили: 3 рекорда европских првенстава (РЕП)
Најуспешнији појединац Холандије на Првенству 1934. био је је Кристијан Бергер са 3 освојене медаље.: 2 златне и 1 бронзана. То је био највећи појединачни успех на Првенству.

## Учесници
| Дисциплина    | Спортисти                                                   | Спортисти |
| Дисциплина    | Мушкарци                                                    |           |
| ------------- | ----------------------------------------------------------- | --------- |
| 100 м         | Кристијан Бергер Мартинус Осендарп                          |           |
| 200 м         | Кристијан Бергер³ Мартинус Осендарп²³                       |           |
| 5.000 м       | Кристијан Пети                                              |           |
| 110 м препоне | Вилем Кан                                                   |           |
| 4 х 100 м     | Мартинус Осендарп³ Ћерд Бурсма Боб Јансен Кристијан Бергер³ |           |

| Дисциплина   | Спортисти    | Спортисти |
| Дисциплина   | Мушкарци     |           |
| ------------ | ------------ | --------- |
| Троскок      | Вилем Петерс |           |
| Бацање кугле | Ад де Брејн  |           |
| Бацање диска | Ад де Брејн² |           |

- Такмичари означени бројем су учествовали у још онолико дисциплина коликије број

## Освајачи медаља

### Злато
1. Кристијан Бергер — 100 м

2. Кристијан Бергер — 200 м

3. Вилем Петерс — троско

### Бронза
1. Мартинус Осендарп — 200 м

2. Мартинус Осендарп, Ћерд Бурсма, Боб Јансен, Кристијан Бергер — 4 х 100 м

## Резултати

### Мушкарци
| Атлетичар                                                  | Дисциплина    | Лични рекорд | Квалификације | Квалификације | Полуфинале | Полуфинале    | Финале   | Финале       | Детаљи |
| Атлетичар                                                  | Дисциплина    | Лични рекорд | Резултат      | Место         | Резултат   | Место         | Резултат | Место        | Детаљи |
| ---------------------------------------------------------- | ------------- | ------------ | ------------- | ------------- | ---------- | ------------- | -------- | ------------ | ------ |
| Кристијан Бергер                                           | 100 м         | 10,3         | 10,6 КВ, РЕП  | 1. у гр. 2    | 10,7 ЌВ    | 1 у пф. 2     | 10,6 РЕП |              | [ 4 ]  |
| Кристијан Бергер                                           | 200 м         | 21,1         | 21,6 КВ, РЕП  | 1. у гр. 1    |            |               | 21,5 РЕП |              | [ 4 ]  |
| Мартинус Осендарп                                          | 100 м         | 19,4         | 10,8 КВ       | 3. у гр. 1    | 10,9 КВ    | 3. у пф. 1    | 10,9     | 5. / 14 (15) | [ 4 ]  |
| Мартинус Осендарп                                          | 200 м         | 21,1         | 21,9 ЌВ       | 2. у гр. 2    |            |               | 21,6     |              | [ 4 ]  |
| Кристијан Пети                                             | 5.000 м       |              |               |               | РН         | 12. / 13      | [ 4 ]    |              |        |
| Вилем Кан                                                  | 110 м препоне |              | 15,1 ЌВ, РЕП  | 1. у гр. 3    | 14,9       | 2. у пф. 1 НР | 15,0     | 4. / 15 (17) | [ 4 ]  |
| Мартинус Осендарп³ Ћерд Бурсма Боб Јансен Кристијан Бергер | 4 х 100 м     |              |               |               |            |               | 41,6     |              | [ 4 ]  |
| Вилем Петерс                                               | троскок       | 15,48        | 14,89 РЕП     |               | [ 4 ]      |               |          |              |        |
| Ад де Брајн                                                | бацање кугле  |              | 13,88         | 11. / 13      | [ 4 ]      |               |          |              |        |
| Ад де Брајн                                                | бацање диска  |              | РН            | НП            |            |               | НП       | ПН           | [ 4 ]  |